# Eupithecia chalikophila
Eupitecia chalikophila es una especie de polilla de la familia Geometridae. La especie fue descrita por primera vez por Eugen Wehrli en 1926 y se puede encontrar distribuido en España y el África del Norte. El holotipo de la especie fue descrita en los alrededores de Peñón de San Francisco, Andalucía a aproximadamente 2000 metros (6561,7 pies) de altitud.